# Tom Gugliotta
Thomas James Gugliotta (né le 19 décembre 1969 à Huntington Station, New York) est un ancien joueur américain de basket-ball.

## Biographie
Plus jeune d'une fratrie de sept enfants, Gugliotta mesure 2,08 m. Il évolua au lycée "Walt Whitman". Deux de ses frères, Frank Jr. et Charlie, jouèrent en NCAA et furent des joueurs professionnels en Europe. Son père, Frank Sr., appela son ami, Jim Valvano à l'université d'État de Caroline du Nord lors de sa saison senior au lycée pour lui recommander son fils. Valvano donna sa chance à Gugliotta et le fit intégrer l'équipe de Raleigh.
Lors de sa saison freshman, « Googs » fut limité par une blessure au genou.
La saison suivante, Gugliotta réalisa 11,1 points et 7 rebonds de moyenne. En tant que junior, Gugliotta commença à montrer son potentiel, avec des moyennes de 15 points et 9 rebonds. Enfin en senior, Gugliotta compila 22 points et 10 rebonds, étant même comparé à Larry Bird.
Gugliotta fut sélectionné lors de la draft 1992 au 6e rang par les Bullets de Washington. En 13 saisons, il porta les maillots des Hawks d'Atlanta, des Warriors de Golden State, des Suns de Phoenix, du Jazz de l'Utah, des Celtics de Boston et des Timberwolves du Minnesota, où il connut ses meilleures années avec des moyennes de 20,6 points, puis 20,1 points. Il participa au All-Star Game 1997.
Le 17 décembre 1999, Gugliotta connut une near death experience (ou expérience de mort imminente). Ayant des troubles du sommeil après les matchs, Gugliotta prenait des comprimés pour dormir comprenant du "furanon di-hydro", également connu sous le nom de gamma butyrolactone, ou GBL. Gugliotta parlait au téléphone à sa femme, Nikki, quand il s'écroula et s'arrêta de respirer. Son épouse entendit le choc et appela la femme de son coéquipier Rex Chapman afin qu'il s'occupe de lui. Il lui sauva ainsi la vie et les médecins purent lui donner un antidote aux urgences.

## Palmarès
- NBA All-Star (1997)
- NBA All-Rookie First Team (1993)
- First team All-ACC (1992)